# Aero Fighters
Aero Fighters, in Japan uitgebracht als Sonic Wings (ソニックウィングス, Sonikku~uingusu), is een verticale scrolling shooter uitgebracht in 1992 voor arcade. Het spel werd ontwikkeld door het Japanse bedrijf Video System. In 1993 kwam een versie uit voor Super Nintendo Entertainment System.

## Spelverloop
Bij start van het spel kiest de speler eerst het gewenste type van gevechtsvliegtuig: een Amerikaanse F/A-18 Hornet, een Japanse FXS, een Zweedse AJ-37 of Britse AV-8.
Dan start het effectieve spel - wat zich afspeelt in een pseudo-3D-omgeving met bovenaanzicht - waar men onder andere vijandige gevechtsvliegtuigen moet neerschieten. Door bepaalde bonusitems te raken, krijgt de speler krachtigere wapens of een grotere snelheid. Ook kan hij sowieso minstens twee keer een speciale aanval inzetten.
In totaal heeft het spel zeven levels die elk zijn opgedeeld in twee sublevels. Wanneer alle levels zijn uitgespeeld, herstart het spel zich in een moeilijkere versie. Als ook die versie is uitgespeeld, is het spel afgelopen.